# Pipo Derani
Luís Felipe "Pipo" Derani, född 12 oktober 1993 i São Paulo, är en brasiliansk racerförare.